# Булыгин, Александр Григорьевич
Алекса́ндр Григо́рьевич Булы́гин (6 [18] августа 1851, Рязанская губерния — 5 сентября 1919, Рязань) — государственный деятель Российской империи: глава Калужской (1887—1893) и Московской (1893—1902) губерний; министр внутренних дел (январь — октябрь 1905 года); статс-секретарь (21.02.1913), обер-шенк (14.11.1916). Племянник сенатора В. И. Булыгина.

## Биография
Родился в усадьбе Булыгино Рязанской губернии в семье помещика Григория Ивановича Булыгина (1809 — 21.08.1874) и его жены Софьи Александровны, урожд. Лачиновой. Имел 3340 десятин земли (унаследованной и приобретённой в Рязанской и Саратовской губерниях). Приходился свояком министру юстиции М. Г. Акимову и троюродным братом — богатому графу С. Д. Шереметеву.
В 1871 г. закончил Императорское училище правоведения и служил сначала по ведомству министерства юстиции, следователем в Киевской губернии. Через 2 года назначен чиновником особых поручений при саратовском губернаторе, гласный уездного и губернского земских собраний, в 1879 стал инспектором Главного тюремного управления.
В 1881 г. Булыгин избран зарайским уездным предводителем дворянства (в Рязанской губернии). С 1888 по 1889 гг. состоял тамбовским вице-губернатором. В 1889 г. стал калужским губернатором, откуда через 4 года был переведён на аналогичную должность в Москву. Знаком признания его заслуг было избрание Булыгина почётным гражданином Калуги, Жиздры и Коломны. Состоял при дворе в чине гофмейстера (1896). В 1902 г. снят с поста губернатора (с назначением помощником московского генерал-губернатора великого князя Сергея Александровича).
20 января (2 февраля) 1905 года назначен министром внутренних дел (по 22 октября 1905 года). 18 февраля (3 марта) того же года на его имя был дан Высочайший рескрипт, которым под его председательством учреждено Особое совещание для обсуждения выраженной в рескрипте монаршей воли «привлекать достойнейших доверием народа облечённых, избранных от населения людей в участию в предварительной разработке и обсуждении законодательных предположений». В соответствии с указом Николая II возглавил подготовку законодательных предположений об учреждении законосовещательного органа народного представительства, получившего в обществе название «Булыгинской думы». Разработанное комиссией во главе Булыгиным положение о выборах (правом голоса наделялись лишь ограниченные категории лиц: крупные собственники недвижимых имуществ, крупные плательщики промыслового и квартирного налога и на особых основаниях крестьяне) было утверждено царским манифестом от 6 августа 1905 года, однако вызвало сильное недовольство в обществе, и выборы в Булыгинскую думу не состоялись. После Манифеста 17 октября были разработаны новые положения о Думе и принципах её формирования.
После смещения с министерского поста Булыгин потерял былое влияние и фактически сошёл с политической арены. Формально оставался членом Госсовета по назначению (с 01.01.1905 по 1917 год): состоял в правой группе, с 1915 года — беспартийный. В 1913 г. статс-секретарь, почётный опекун. Главноуправляющий собственной Е. И. В. канцелярией по учреждениям императрицы Марии (по 1917 год). Считался одним из старшин Петербургского Английского клуба.

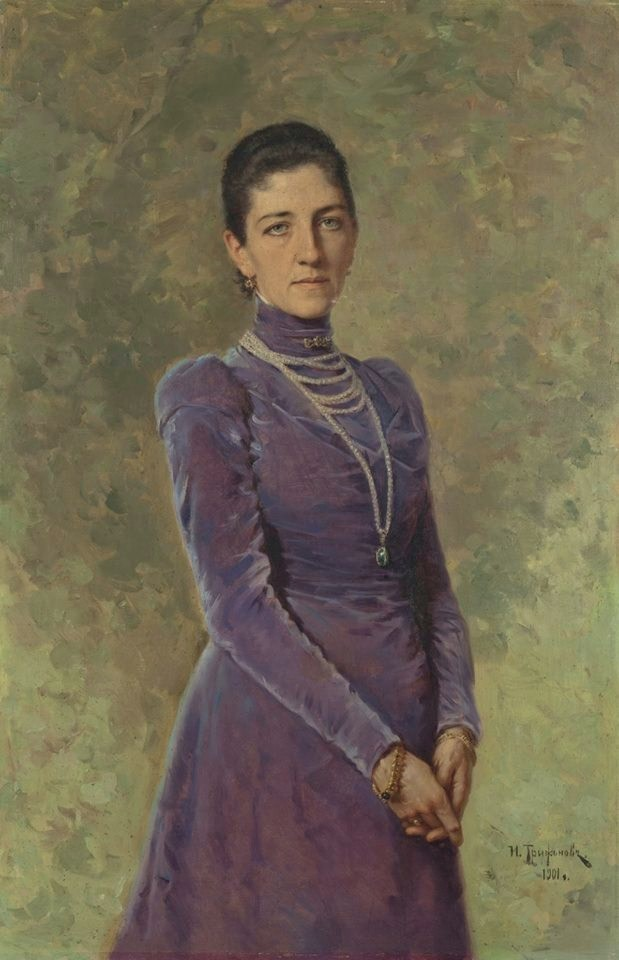
Ольга Николаевна (1901)

Вскоре после Февральской революции 1917 года, 13 марта того же года, обер-шенк Булыгин перенёс апоплексический удар и, с расформированием императорского двора, уехал в Рязанскую губернию в своё имение Рыбное, считавшееся образцовым в плане скотоводства.
В 1919 году был арестован ГубЧК и расстрелян по её приговору «за реакционную политику в 1905 г.»

## Награды
- Орден Святой Анны 3-й степени (27.07.1879)
- Орден Святого Владимира 4-й степени (20.04.1880)
- Орден Святого Станислава 2-й степени (15.05.1883)
- Орден Святой Анны 2-й степени (08.04.1884)
- Орден Святого Владимира 3-й степени (01.01.1888)
- Орден Святого Станислава 1-й степени (01.01.1892)
- Орден Святой Анны 1-й степени (01.01.1896)
- Орден Святого Владимира 2-й степени (16.08.1898)
- Высочайшая благодарность (17.09.1898)
- Высочайшая благодарность (24.04.1900)
- Высочайшая благодарность (16.04.1903)
- Орден Белого орла (06.12.1903)
- Орден Святого Александра Невского (01.01.1908)
- Бриллиантовые знаки к ордену Святого Александра Невского (22.03.1915)

Иностранные:
- Персидский орден Льва и Солнца 1-й степени (1896)
- Бухарский орден Золотой звезды 1-й степени (1896)
- Саксонский орден Альбрехта, большой крест (1896)
- Сиамский орден Короны 1-й степени (1897)
- Австрийский орден Франца-Иосифа, большой крест (1897)
- Румынский орден Короны 1-й степени (1898)
- Болгарский Орден «За гражданские заслуги» 1-й степени (1902)

## Семья
Жена — Ольга Николаевна Делянова (16.06.1860, Франкфурт-на-Майне—1924), дочь директора Лазаревского института и наследница армянского рода Лазаревых, племянница министра И. Д. Делянова, свояченица (сестра жены) князя В. М. Голицына. В первом браке (1881) была замужем за своим двоюродным братом Абрамом Петровичем Хвощинским (1853—1894). Обладала прекрасным голосом и была приятной особой. Состояла попечительницей Патронажного женского общества в Санкт-Петербурге. 
С 30 мая 1912 года кавалерственная дама ордена Святой Екатерины (малого креста). Умерла в Москве и была похоронена в Донском монастыре. Детей от Булыгина не было. Её сын от первого брака Пётр (1882—1920) — подполковник, композитор, автор ряда произведений для оркестра.

## Из воспоминаний современников
- Витте, Сергей Юльевич: «Булыгин представлял собою человека в высокой степени порядочного, честного, благородного, очень неглупого, человека с довольно обширными государственными познаниями, но по характеру и натуре человека благодушного, не любящего ни особенно трудного положения, ни борьбы, ни политической суеты»[8].
- Владимир Гурко: Личность «… во всех отношениях заурядная. … Прекраснейший и честнейший человек, Булыгин, разумеется, не был государственным человеком и едва ли даже представлял себе, в чём именно состоит государственная деятельность»[9].
- Любимов, Дмитрий Николаевич: «Для меня было очевидно, что Булыгин ненавидел суету, хлопоты и усиленные занятия. Главное, что ценил он — это спокойствие… органически свойственное уму и привычкам Булыгина. Он был типичный помещик дворянской складки былых времён, тот же гончаровский Обломов, но в новой обстановке, лишённый крепостных людей, преуспевший на службе, где слепая судьба вознесла его на самую высь»[10].
- Крыжановский, Сергей Ефимович: «Подлинная „булыга“, грузно лежавшая на месте, под которую и вода не текла. По существу же это был очень хороший и порядочный человек и далеко не глупый. … По характеру своему старцем был и Булыгин»[11].